# Библиотека (мебел)
Вижте пояснителната страница за други значения на Библиотека.
Библиотеката е вид мебел с хоризонтални рафтове, предназначена за съхранение на книги. Най-често е изработена от дърво. В редки случаи рафтовете може да са вградени в стената, а в други библиотеката може да има врати (често остъклени) за по-добро съхраняване. Най-често формата им е правоъгълна, но съществуват и такива с трапецовидна или триъгълна форма.
В някои филми, особено тези свързани със средновековни замъци, зад библиотеки, вградени в стената, се намират скривалища. Входът към тях се отваря, когато дадена книга е натисната или преместена. В повечето случаи цялата библиотека се завърта около вертикална ос.
Необходимостта от библиотеки възниква едва след като е изобретено печатарството и се произвеждат голям брой книги, които също така трябва да се складират някъде.